# Distrito de Jhajjar
Jhajjar (en hindi; झज्‍जर ज़िला ) es un distrito de India en el estado de Haryana. Código ISO: IN.HR.JH.
Comprende una superficie de 1 868 km².
El centro administrativo es la ciudad de Jhajjar.

## Demografía
Según censo 2011 contaba con una población total de 956 907 habitantes.